# Crocobelonita
La crocobelonita és un mineral de la classe dels fosfats.

## Característiques
La crocobelonita és un oxifosfat de fórmula química CaFe³⁺₂O(PO₄)₂. Va ser aprovada com a espècie vàlida per l'Associació Mineralògica Internacional l'any 2020, i publicada en el mes d'octubre de 2023. Forma agregats de mida submil·limètrica de cristalls prismàtics a aciculars de color vermell safrà a vermell rosat. Cristal·litza en el sistema ortoròmbic. Aquesta nova espècie representa un nou tipus de mineral fosfat format per l'oxidació de minerals fosfurs a temperatures superiors als 1000 °C i pressió gairebé atmosfèrica (oxidació pirolítica).
L'exemplar que va servir per a determinar l'espècie, el que es coneix com a material tipus, es troba conservat a les col·leccions del Museu Mineralògic Fersmann, de l'Acadèmia de Ciències de Rússia, a Moscou (Rússia), amb el número de registre: 5559/1.

## Formació i jaciments
Va ser descoberta a la pedrera de fosforita del complex de Daba-Siwaqa, a la Governació d'Amman (Jordània). També ha estat trobada a Halamish wadi, dins el districte del Sud, a Israel. Aquests dos indrets són els únics de tot el planeta on ha estat descrita aquesta espècie mineral.